# Fibrinedegradatieproduct
Een fibrinedegradatieproduct is een product dat binnen 1 uur na het vormen van trombus wordt aangemaakt.

## Achtergrond
Trombine is een proteolytisch enzym dat fibrinogeenmolecuul omzet in fibrinemonomeren en fibrinopeptiden A en B. Fibrinemonomeren vormen grotere fibrinepolymeren en door middel van factor XIII wordt er een fibrinenetwerk gevormd. Natuurlijke remmers zorgen ervoor dat er normaal gesproken een intravasculaire stolling beperken. Indien er wel een stolsel is gevormd, zal dit worden opgelost door plasmine.
De werking van plasmine leidt tot de vorming van een verzameling fibrinedegradatieprodukten; X, Y, D en E. De meest kenmerkende bevinding is de aanwezigheid van D2E-fragmenten, bestaande uit 2 gekoppelde D-gebieden en 1 E-gebied oftewel de D-dimeer. In 1983 werd voor het eerst een monoklonaal antilichaam ontwikkeld tegen D-dimeer. Voorheen werd er met name gebruikgemaakt van antifibrinogeenantilichamen.
Fibrinedegradatieproducten en ook D-dimeer fragmenten worden binnen 1 uur na vormen trombus gemaakt. De halfwaardetijd van D-dimeer fragmenten is 4 tot 8 uur.

## Toepassingen
- Aantonen trombusvorming
- Aantonen afbraak fibrine door plasmine
- Hulpmiddel bij diagnostiek trombose
- Vroege herkenning van afwijkingen bij patiënten die risico hebben op trombo-embolie

## Interpretatie
De interpretatie is afhankelijk van het klinische moment waarop de bloedafname heeft plaatsgevonden. Aanwezigheid van fibrinedegradatieproducten en met name verhoogde concentratie D-dimeer geeft geen aanwijzing voor een voortgaand of herstellend proces. De testen moeten dus vervolg worden. De aanwezigheid van fragmenten die D-dimeer of andere fibrinedegradatieprodukten bevatten duidt er op dat er sprake is geweest van trombusvorming. In zeldzame gevallen wordt primaire fibrinolyse aangetoond. De gevoeligheid van de assay bepaald of kleine trombi aan te tonen zijn.